# Искисяково
Искисяково (баш. Иҫкесәк, вариант названия баш. Эҫкесәк) — деревня в Ишимбайском районе Башкортостана, входит в состав Кузяновского сельсовета.

## Географическое положение
Находится при реке Шида, которая впадает в Селеук.
Расстояние до:
- районного центра (Ишимбай): 53 км,
- центра сельсовета (Кузяново): 9 км,
- ближайшей ж/д станции (Стерлитамак): 53 км.

## История
Название деревни происходит от башкирского словосочетания - Икекиҫәк, что переводится как "две части". Так как изначально деревню заселили два брата - Исянгильды и Исламгул.

Искисяково в основном было заселено между 1819 и 1824 годами. Первопоселенцы были из аулов Макарово, Юлдашбаево, Карайганово, Муртазино, Ахмерово, Юмагузино. В 1816 году в деревне проживало только две семьи - Исянгильды (1774 г.р.) и Исламгула (1764 г.р.) Юмагужиных, сыновей Юмагужи Акынбетева из Макарово. Тогда как другие семьи заселили Искисяково из других деревень в промежутке с 1819 по 1824 гг.

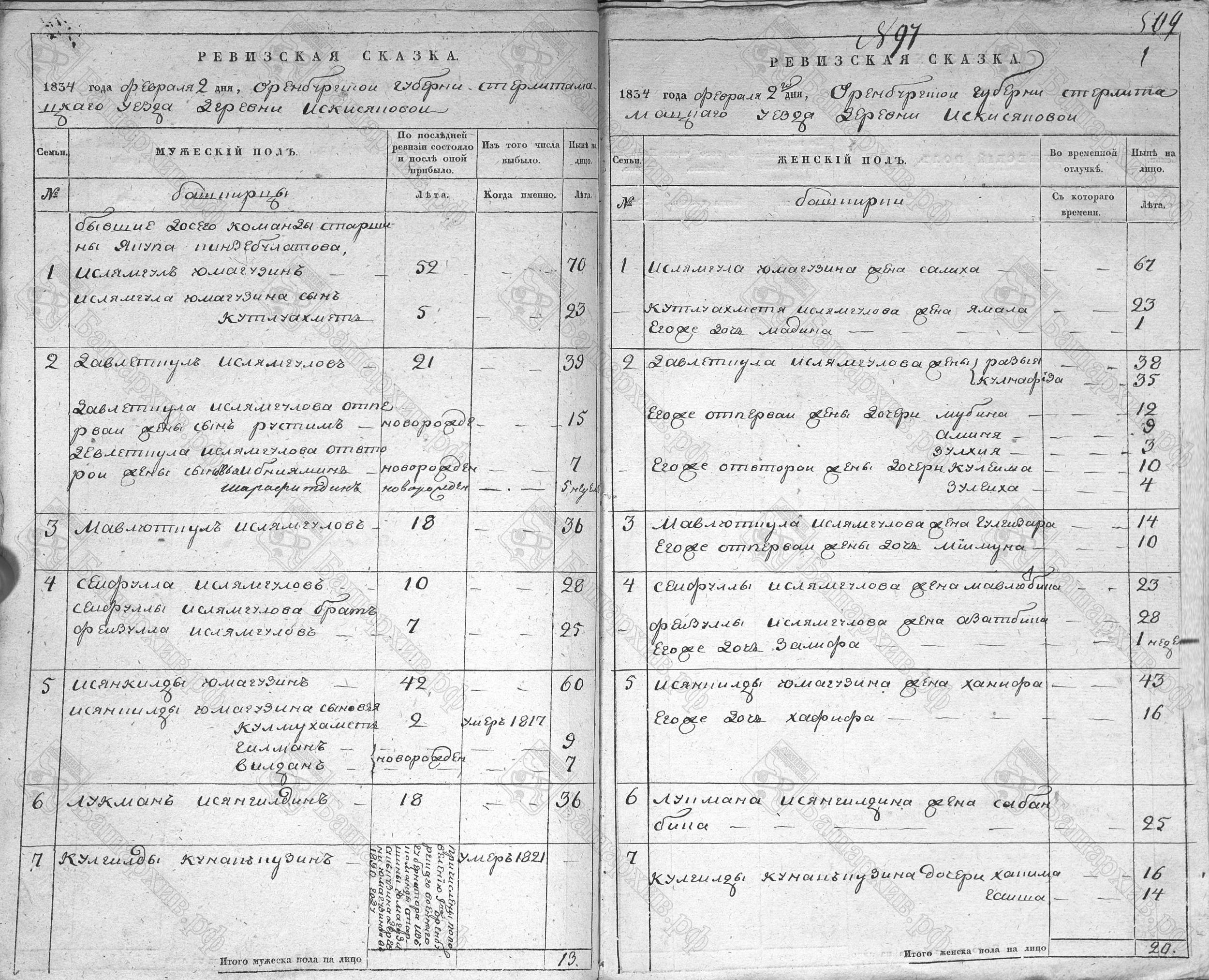
1ая страница из ревизских сказок Искисяково 1834 года. В первых 6 дворах проживали потомки Юмагужи Акымбетева

Искисяково входило в 14-ю юрту 7-го башкирского кантона Азнаевой тюбы.
Указ Президиума ВС РБ от 25.10.94 № 6-2/165 «Об передаче деревни Искисяково из Сайрановского сельсовета в состав Кузяновского сельсовета Ишимбайского района» постановил:
1. Передать деревню Искисяково Сайрановского сельсовета в состав Кузяновского сельсовета Ишимбайского района.

2. Установить границу Сайрановского и Кузяновского сельсоветов согласно представленной схематической карте.

## Население
| 2002 | 2009 | 2010 |
| ---- | ---- | ---- |
| 38   | ↗87  | ↘68  |

## Улицы
- Центральная

## Медицина
Искисякский фельдшерско-акушерский пункт при Петровской участковой больнице находится по адресу: Центральная ул., 20

## Религия
В деревне есть мечеть Шарифа.